# Charles Scicluna
Charles Jude Scicluna, né le 15 mai 1959 au Canada, est un prélat catholique maltais. Il est archevêque de Malte depuis 2015.
Il a occupé divers postes dans la Curie romaine de 1995 à 2012, avant de devenir évêque auxiliaire de Malte. Autant dans son service à la Curie qu'en tant qu'évêque diocésain, il a mené au nom du Saint-Siège des enquêtes sur des abus sexuels commis par des membres du clergé et a dirigé un comité du Vatican chargé d'examiner ces affaires. Il est considéré comme « l'expert en crimes sexuels le plus respecté du Vatican ». 
Depuis novembre 2018, il est également secrétaire adjoint de la Congrégation pour la Doctrine de la Foi, organe de la Curie responsable du traitement des affaires d'abus sexuels commis sur des mineurs à Malte et dans le monde.

## Biographie

### Éducation et sacerdoce
Scicluna est né de parents maltais à Toronto (Ontario, Canada) le 15 mai 1959. Sa famille déménage à Qormi, à Malte, alors qu'il a 11 mois. Après le lycée, il étudie au grand séminaire. Il obtient un diplôme en droit civil de l'Université de Malte en 1984 et une licence en théologie. Il est ordonné prêtre pour l'archidiocèse de Malte par Joseph Mercieca le 11 juillet 1986. En 1991, il obtient également un doctorat en droit canonique à l'Université pontificale grégorienne de Rome,. Sa thèse était dirigée par le futur cardinal Raymond Burke et elle a été présentée devant le professeur Urbano Navarrete Cortés, SJ. Scicluna a déclaré plus tard : « Ils voulaient que je reste à Rome, au sein de la Signature apostolique, mais l'archevêque m'a rappelé à Malte. ».
Entre 1990 et 1995, il est défenseur du lien et promoteur de justice au tribunal ecclésiastique métropolitain de Malte, professeur de théologie pastorale et de droit canon à la Faculté de théologie et vice-recteur du grand séminaire de l'archidiocèse. Ses activités pastorales comprenaient le service dans les paroisses de la Transfiguration à Iklin et Saint-Grégoire-le-Grand à Sliema. Il sert aussi comme aumônier du couvent local Sainte-Catherine.

### En poste à la Curie
En 1995, il entame une carrière de 17 ans au Vatican, d'abord comme Promoteur de justice adjoint au Tribunal suprême de la signature apostolique, puis à partir de 2002 en tant que Promoteur de justice au sein de la Congrégation pour la doctrine de la foi dirigée par le cardinal Joseph Ratzinger. Il enseigne également en tant que professeur invité à la faculté de droit de l'Université pontificale grégorienne. Entre 1996 et 2007, il est promoteur de la cause en canonisation de saint George Preca.
En tant que promoteur de justice, on lui attribue la constitution des normes universelles de 2010 qui étendent les délais de prescription dans l'Église en matière de signalement des cas d'abus sexuels et qui élargissent la catégorie des crimes ecclésiaux pour inclure l'inconduite sexuelle avec un adulte handicapé et la possession de pédopornographie,. Il a fourni un bref historique des activités de la CDF en ce qui concerne les cas d'abus lors d'un entretien en juin 2010.
En 2005, le cardinal Ratzinger charge Scicluna de recueillir des témoignages sur le fondateur des Légionnaires du Christ, le père Marcial Maciel, visé par des accusations d'abus.

Lors d'une prière pour les prêtres dans la basilique Saint-Pierre en mai 2010, Charles Scicluna aborde le sujet de la vocation sacerdotale en ces mots: 

« L’enfant devient icône du disciple qui veut être « grand » dans le Royaume des Cieux. [...] Combien de péché dans l'Église à cause de l’arrogance, de l’ambition, des abus et de l’injustice de celui qui profite de son ministère pour faire carrière, pour se mettre en avant, pour des raisons futiles et misérables de vaine gloire ! [...] Accueillir le règne de Dieu comme un enfant signifie l’accueillir avec un cœur pur, avec docilité, abandon, confiance, enthousiasme, espérance. L’enfant nous rappelle tout cela. Et tout cela rend l’enfant précieux aux yeux de Dieu et aux yeux du vrai disciple de Jésus. »

 Il poursuit en citant l'Écriture sur la corruption des jeunes : « Et quiconque sera une occasion de chute pour un de ces petits qui croient en moi, il vaudrait mieux pour lui qu’on lui attachât au cou la meule qu’un âne tourne, et qu’on le jetât dans la mer. » (Marc 9, 41) - et a ensuite cité l'exégèse de Grégoire le Grand sur la signification de ce verset pour les prêtres :
Le rythme dur et ennuyeux de la vie séculière est exprimé de manière mystique par la meule tirée par un âne, alors que la profondeur de la mer signifie la damnation la plus terrible. C’est pourquoi il aurait vraiment été mieux que les méfaits de celui qui détruit les autres par la parole ou l’exemple, après avoir été porté à une profession de sainteté, lui aient causé la mort plutôt que sa charge sacrée l’impose comme un exemple pour les autres dans ses fautes ; parce que s’il était tombé seul, son tourment en enfer aurait sans doute été de qualité plus supportable.
Lors d'une conférence sur les abus sexuels organisée en février 2012 à l'Université pontificale grégorienne, il explique que la CDF a besoin du soutien de l'ensemble de la hiérarchie de l'Église pour que ses procédures aient l'impact souhaité: « Aucune stratégie de prévention des abus envers les enfants ne fonctionnera jamais sans engagement et responsabilité. » Il rappelle que « la négation délibérée de faits connus et l'inquiétude déplacée selon laquelle la réputation de l'institution devrait jouir d'une priorité absolue » sont « des ennemis de la vérité » et reflètent « une culture mortelle du silence » qu'il a décrite comme une forme d'omertà, le mot utilisé pour décrire le code du silence de la mafia afin de protéger les complots criminels devant l'autorité civile et pénale. Il a décrit les besoins pastoraux des personnes maltraitées, « le besoin radical de la victime d'être entendue avec attention, d'être compris et cru, d'être traitée avec dignité alors qu'elle marchait sur le chemin fastidieux de la guérison et de la guérison », et a souligné le soin tout particulier à porter à ceux qui se trouvent dans l’impossibilité de se rétablir, « qui semblent avoir identifié leur être avec être victime »,. Il a déclaré aux journalistes que les évêques devaient adhérer au droit de l’Église et aux normes de la CDF: « C’est un crime en droit canonique de montrer la négligence malveillante ou frauduleuse dans l’exercice de son devoir. Je ne dis pas que nous devrions commencer à punir tout le monde pour toute négligence dans ses fonctions. Mais ce que je veux dire, c'est que ce n'est pas acceptable. Il n'est pas acceptable que, lorsqu'il y a des normes établies, les gens ne les respectent pas. ».

### Évêque auxiliaire
Le 6 octobre 2012, le pape Benoît XVI le nomme évêque auxiliaire de l'archidiocèse de Malte et titulaire de San Leone (de). L'annonce du Vatican le décrit comme "hautement respecté par ses pairs du monde entier pour ses compétences en matière de conférences et son expertise en matière de protection de l'enfance". Dans une interview à la veille de son départ de Rome, Charles Scicluna déclare que cette initiative est une promotion et non une manifestation de rivalités entre les départements de la Curie, au sein du Vatican. Il ajoute que cela n'indique aucune modification de la politique en ce qui concerne le traitement des affaires d'abus sexuels, qui continuerait à maintenir la position agressive qu'il avait adoptée : « C'est une politique. Ce n'est pas Scicluna. C'est le pape. Et cela restera ». Il affirme qu'il continuera à traiter le problème en tant qu'évêque : « Si vous voulez faire taire quelqu'un, vous ne faites pas de lui un évêque ».
Il a été consacré évêque le 24 novembre 2012 par l'archevêque Paul Cremona, O.P., et devient son adjoint. Les co-consécrateurs étaient l'archevêque émérite de Malte, Joseph Mercieca et l'évêque de Gozo, Mario Grech.

### Nominations
Le 1er décembre 2012, le pape Benoît XVI le nomme membre de la Congrégation pour la doctrine de la foi, pour un mandat de cinq ans renouvelable.
En décembre 2013, le pape Francois l'encourage à s'opposer au mariage et à l'adoption homosexuels par des couples de même sexe à Malte.
En avril 2014, Charles Scicluna est chargée par le Vatican de recueillir le témoignage d'un membre du clergé alléguant une inconduite sexuelle dans l'archidiocèse de St Andrews et Édimbourg.
En janvier 2015, il est nommé à la présidence de la nouvelle équipe doctrinale traitant les appels interjetés par le clergé accusé d'abus au sein de la Congrégation pour la doctrine de la foi. Le pape François avait créé cette nouvelle commission de révision le 3 novembre 2014 afin d'accélérer le processus d'audience et de statuer sur les appels interjetés par des prêtres laïcisés ou autrement disciplinés en matière de sévices sexuels ou d'autres affaires graves. Les membres de la congrégation doctrinale avaient examiné en moyenne quatre ou cinq appels, principalement dans des affaires d'abus sexuel, à chacune de leurs réunions mensuelles; le nombre important d'appels et la nécessité de les examiner plus rapidement ont conduit à la création de ce conseil chargé de juger les affaires impliquant des prêtres. Le 13 novembre 2018, Francis lui a également attribué le poste de secrétaire adjoint de la CDF,.

### Archevêque de Malte
Après la démission de Paul Cremona, Charles Scicluna est nommé administrateur apostolique de l'archidiocèse le 18 octobre 2014. Au cours de cette période, plusieurs cas d'abus sexuel ont été signalés concernant un prêtre dominicain. Le 27 février 2015, le pape François le nomme archevêque métropolitain de Malte,. Il est installé le 21 mars 2015 dans la cathédrale Saint-Paul de Mdina.
Le 30 janvier 2018, après que le pape François eut été vivement critiqué pour ses propos controversés sur le scandale des abus sexuels commis par des membres du clergé au Chili, il envoie Charles Scicluna mener une enquête et recueillir les déclarations des victimes qui accusaient le père Juan Barros, nommé évêque d'Osorno en 2015 par François, d'avoir eu personnellement connaissance des abus dont ils avaient été victimes des années plus tôt. Le 8 avril, dans une lettre aux évêques du Chili, Francois déclare que le rapport de Scicluna l’a amené à présenter ses excuses pour avoir présenté de manière erronée les preuves d’agressions sexuelles commises au Chili et à convoquer les évêques du Chili à Rome pour consultation en mai. Le 11 juin 2018, le pape Francois accepte la démission de Barros, ainsi que celles de deux autres évêques chiliens.